# Ivan Tricskovszki
Ivan Tricskovszki, macedónul: Иван Тричковски (Szkopje, 1987. április 18. –) válogatott macedón labdarúgó, csatár. 2011-ben az év macedón labdarúgójának választották.

## Pályafutása

### Klubcsapatban
A Vardar korosztályos csapatában kezdte a labdarúgást, majd 2004 és 2006 között szerepelt az első csapatban. 2006–07-ben a Rabotnicski, 2007 és 2010 között a szerb Crvena zvezda labdarúgója volt. 2009–10-ben kölcsönben a ciprusi ÉN Paralimníu együttesében játszott. 2010 és 2012 között a ciprusi APÓEL, 2012 és 2014 között a belga Club Brugge játékosa volt. 2013–14-ben kölcsönben a Waasland-Beveren csapatában szerepelt. 2014–15-ben az emírségekbeli Al-Nasr, 2015–16-ban a lengyel Legia Warszawa labdarúgója volt. 2016 óta a ciprusi AÉK Lárnakasz együttesében szerepel.
2011-ben az év macedón labdarúgójának választották.

### A válogatottban
2010 óta 62 alkalommal szerepelt a macedón válogatottban és hat gólt szerzett.

## Sikerei, díjai
- az év macedón labdarúgója (2011)

 Vardar
- Macedón kupa
  - győztes: 2007

 Rabotnicski
- Macedón bajnokság
  - bajnok: 2007–08
- Macedón kupa
  - győztes: 2008

 APÓEL
- Ciprusi bajnokság
  - bajnok: 2010–11

 Al-Nasr
- Egyesült arab emírségekbeli kupa
  - győztes: 2015

 Legia Warszawa
- Lengyel bajnokság
  - bajnok: 2015–16
- Lengyel kupa
  - győztes: 2016

 AÉK Lárnakasz
- Ciprusi bajnokság
  - gólkirály: 2019–20
- Ciprusi kupa
  - győztes: 2018